# Periferias de Grecia
Las periferias (en griego: περιφέρειες) constituyen la división administrativa de primer nivel de Grecia (equivalentes a una región). Hay 13 periferias (nueve Continentales y cuatro insulares), divididas en 74 unidades periféricas. Hasta la introducción del plan Calícrates en 2010, que supuso una reorganización del mapa administrativo de Grecia, las periferias estaban divididas en 51 prefecturas.
| Periferias, unidades periféricas y municipios | - 1. Macedonia Oriental y Tracia - 2. Macedonia Central - 3. Macedonia Occidental - 4. Tesalia - 5. Epiro - 6. Islas Jónicas - 7. Grecia Occidental - 8. Grecia Central - 9. Peloponeso - 10. Ática - 11. Creta - 12. Egeo Meridional - 13. Egeo Septentrional |